# Johann Joachim Eschenburg
Johann Joachim Eschenburg, né le 7 décembre 1743 à Hambourg et mort à Brunswick le 29 février 1820, est un écrivain et critique allemand.

## Biographie
Professeur au Collegium Carolinum de Brunswick, on lui doit une traduction de Shakespeare (1775), des traductions en vers d'Esther et de Zaïre et une Théorie et pratique des belles-lettres (1788-1795). En 1790, il se chargea aussi d'une édition annotée des œuvres posthumes de Lessing.
Eschenburg est mort en 1820 à Brunswick et est enterré dans le cimetière Saint-Magne (de) de cette ville. Le chef du gouvernement de la région de Lippe, Wilhelm Arnold Eschenburg (de), est son fils.